# Четырёхсторонний статус Берлина
Четырёхсторонний статус Берлина — правовое положение бывшей столицы Третьего рейха, контролировавшейся странами-победительницами после Второй мировой войны, сложившееся в соответствии с решениями Ялтинской конференции 1945 года и предусматривавшее соответствующее разделение города на четыре сектора по аналогии с четырьмя зонами контроля страны между  Великобританией, США, СССР и Францией. Аналогичным образом на контролируемые зоны и секторы была разделена между победившими державами Австрия и её столица Вена. Власти стран-победителей, разделивших секторы Берлина, объединялись в Межсоюзническую комендатуру, подчинявшуюся союзническому Контрольному совету.
C 1954 года жителям западных секторов Берлина был запрещён вход в советскую зону Германии, где в 1949 году была провозглашена Германская Демократическая Республика, но передвижение внутри секторов Берлина для граждан третьих стран оставалось беспрепятственным вплоть до возведения ГДР 13 августа 1961 года Берлинской стены, разделившей город на Западный и Восточный Берлин. В 1971 году было заключено Четырёхстороннее соглашение по Западному Берлину, урегулировавшее практические вопросы раздела города. Секторы контроля Берлина существовали вплоть до объединения Германии, то есть по 2 октября 1990 года включительно.
Во французский сектор контроля Берлина входили Веддинг и Райниккендорф и он был самым маленьким сектором по площади. Советский сектор составляли округа Панков, Вайсензе, Пренцлауэр-Берг, Митте, Фридрихсхайн, Лихтенберг, Кёпеник и Трептов. Советский сектор являлся самым большим сектором. В американский сектор вошли округа Нойкёльн и Кройцберг, Темпельхоф, Шёнеберг, Штеглиц и Целендорф. В британский сектор входили Шарлоттенбург, Шпандау, Тиргартен и Вильмерсдорф.